# Митропа куп 1991.
Митропа куп 1991. је било 49. издање клупског фудбалског такмичења Митропа купа.
Такмичење је трајало од 1. до 4. јуна 1991. године. Учествовале су четири екипе из Италије, Мађарске, Чехословачке, Аустрије и СФР Југославије. 

## Резултати

### Групна фаза

#### Група А
| Табела            | ИГ | Д | Н | И | ГД | ГП | ГР | Бод. |
| ----------------- | -- | - | - | - | -- | -- | -- | ---- |
| 1. Торино         | 2  | 2 | 0 | 0 | 2  | 0  | +2 | 4    |
| 2. Веспрем        | 2  | 0 | 1 | 1 | 2  | 3  | -1 | 1    |
| 3. Форвертс Штајр | 2  | 0 | 1 | 1 | 2  | 3  | -1 | 1    |

| Клуб           | Држава   | Резултат | Држава   | Клуб           |
| -------------- | -------- | -------- | -------- | -------------- |
| Торино         | Италија  | 1:0      | Аустрија | Форвертс Штајр |
| Форвертс Штајр | Аустрија | 2:2      | Мађарска | Веспрем        |
| Торино         | Италија  | 1:0      | Мађарска | Веспрем        |

#### Група Б
| Табела             | ИГ | Д | Н | И | ГД | ГП | ГР | Бод. |
| ------------------ | -- | - | - | - | -- | -- | -- | ---- |
| 1. Пиза            | 2  | 1 | 1 | 0 | 4  | 1  | +3 | 3    |
| 2. Бохемијанс Праг | 2  | 1 | 1 | 0 | 4  | 2  | +2 | 3    |
| 3. Рад             | 2  | 0 | 0 | 2 | 3  | 8  | -5 | 0    |

| Клуб            | Држава       | Резултат | Држава                                           | Клуб            |
| --------------- | ------------ | -------- | ------------------------------------------------ | --------------- |
| Пиза            | Италија      | 0:0      | Чехословачка                                     | Бохемијанс Праг |
| Бохемијанс Праг | Чехословачка | 4:2      | Социјалистичка Федеративна Република Југославија | Рад             |
| Пиза            | Италија      | 1:0      | Социјалистичка Федеративна Република Југославија | Рад             |

### Финале
| Меч | Клуб   | Држава  | укупан рез. | Држава  | Клуб |
| --- | ------ | ------- | ----------- | ------- | ---- |
| 1   | Торино | Италија | 2:1         | Италија | Пиза |

| Освајач Митропа купа 1991. |
| -------------------------- |
| Торино 1. Титула           |